# لويز كارلوس دي سوزا بينتو
لويز كارلوس دي سوزا بينتو (بالبرتغالية: Luiz Carlos de Souza Pinto Júnior‏) هو لاعب كرة قدم برازيلي في مركز الهجوم، ولد في 31 أغسطس 1980 في ريو دي جانيرو في البرازيل. لعب مع جمعية بورتوغيزا الرياضية وغريميو بورتو أليغرينزي ونادي الشباب ونادي إنترناسيونال ونادي بانغو أتلتيكو ونادي برازيل دي بيلوتاس ونادي برازيليا ونادي سيارا ونادي فاسكو دا غاما ونادي فورتاليزا ونادي فيبورج ونادي كوريتيبا ونادي لاردة ونادي نوفو هامبورغو.